# 羽幌町立羽幌小学校
羽幌町立羽幌小学校（はぼろちょうりつ はぼろしょうがっこう）は、北海道苫前郡羽幌町南4条にある公立小学校。

## 概要
- 学級数 - 15
- 児童数 - 295
- 本務教員数 - 21
- 本務職員数 - 11
- 校長 - 永沼慧久男[1]
- 学校給食 - あり

### 年表
- 1892年 - 羽幌分校として苫前尋常小学校から分離する。
- 1895年 - 羽幌尋常小学校として独立。
- 1941年 - 国民学校令により羽幌国民学校に改称する。
- 1947年 - 学制改革により羽幌小学校に改称する。
- 1947年 - 羽幌中学校が創立する。
- 1992年 - 朝日小学校を統合。
- 2000年 - 羽幌中央小学校を統合。
- 2001年 - 光洋小学校を統合。
- 2005年 - 幌北小学校を統合。

## 交通
- 沿岸バス、特急はぼろ号「羽幌ターミナル」下車。

## 学校周辺
- 旭川方面羽幌警察署
- 北留萌消防組合消防署
- 羽幌町郷土資料館